# Калласту, Андрус
Андрус Калласту (эст. Andrus Kallastu; род. 17 апреля 1967, Пярну) — эстонский композитор и дирижёр. После окончания ДМШ в Пярну (эст. Pärnu Lastemuusikakool) учился в Таллинской консерватории. Учредитель и организатор Музыкального Фестиваля Калласту. Автор многочисленных музыкальных произведений и публикаций, а также активный участник Эстонской Википедии, где зарегистрирован под собственным именем Andrus Kallastu.